# 破籠
破籠（わりご）とはヒノキなどの白木を薄くはいだ板で作られた運搬用食器の一種である。平安時代から日本で使用されていた。破子とも書く。
折り箱のような食器で、なかに仕切りがありふたがついている。ふたは一枚板かかぶせぶた、円形、四角形など様々のものが作られていた。一度使うと捨てるもので、弁当や食べ物を運ぶために使われた。

## 歴史
『源氏物語』にも桧破籠（ひわりご）として現れており、また『和名類聚抄』にも記述されている。
現代でも小豆島の農村歌舞伎などで、わりご弁当という形で残っている。